# Alberto Bozzato
Alberto Bozzato (Jesolo, 8 aprile 1930 – Roma, 18 giugno 2022) è stato un canottiere italiano.

## Biografia
Nato nel 1930 a Jesolo, in provincia di Venezia, a 22 anni partecipò ai Giochi olimpici di Helsinki 1952, nell'otto, con Attorrese, Baldan, Dalla Puppa, Enzo, Nardin, Nuvoli, Smerghetto e Sergio Ghiatto timoniere, arrivando 3º dietro a Unione Sovietica (poi argento) e Ungheria nel quarto di finale in 6'17"0, accedendo così al ripescaggio, ma uscendo da 2º dietro alla Germania, con il tempo di 6'15"8.
Morì nel 2022, a 92 anni.